# Galaxia 0402+379
La Galaxia 0402+379 es una galaxia elíptica y radiogalaxia que se encuentra en la constelación de Perseo.
Esta galaxia un sistema binario de dos agujeros negros supermasivos cuya separación es de 24 años luz, la mínima directamente observada para este tipo de binarias. La masa total del sistema se estima en ~1.5 x 108 masas solares. Asumiendo una masa igual para ambos, su período orbital es de 150.000 años. Se piensa que estos agujeros negros eran los núcleos de dos distintas galaxias que colisionaron, dejando a los agujeros negros en órbita entre sí.
Aunque la radiación gravitatoria del sistema no es suficiente para que la órbita vaya disminuyendo y ambos agujeros negros colisionen en un futuro próximo, el descubrimiento de este tipo de sistemas tiene importantes implicaciones para poder encontrar fuentes detectables de ondas gravitatorias.